# Адерклаер-штрасе (станція метро)

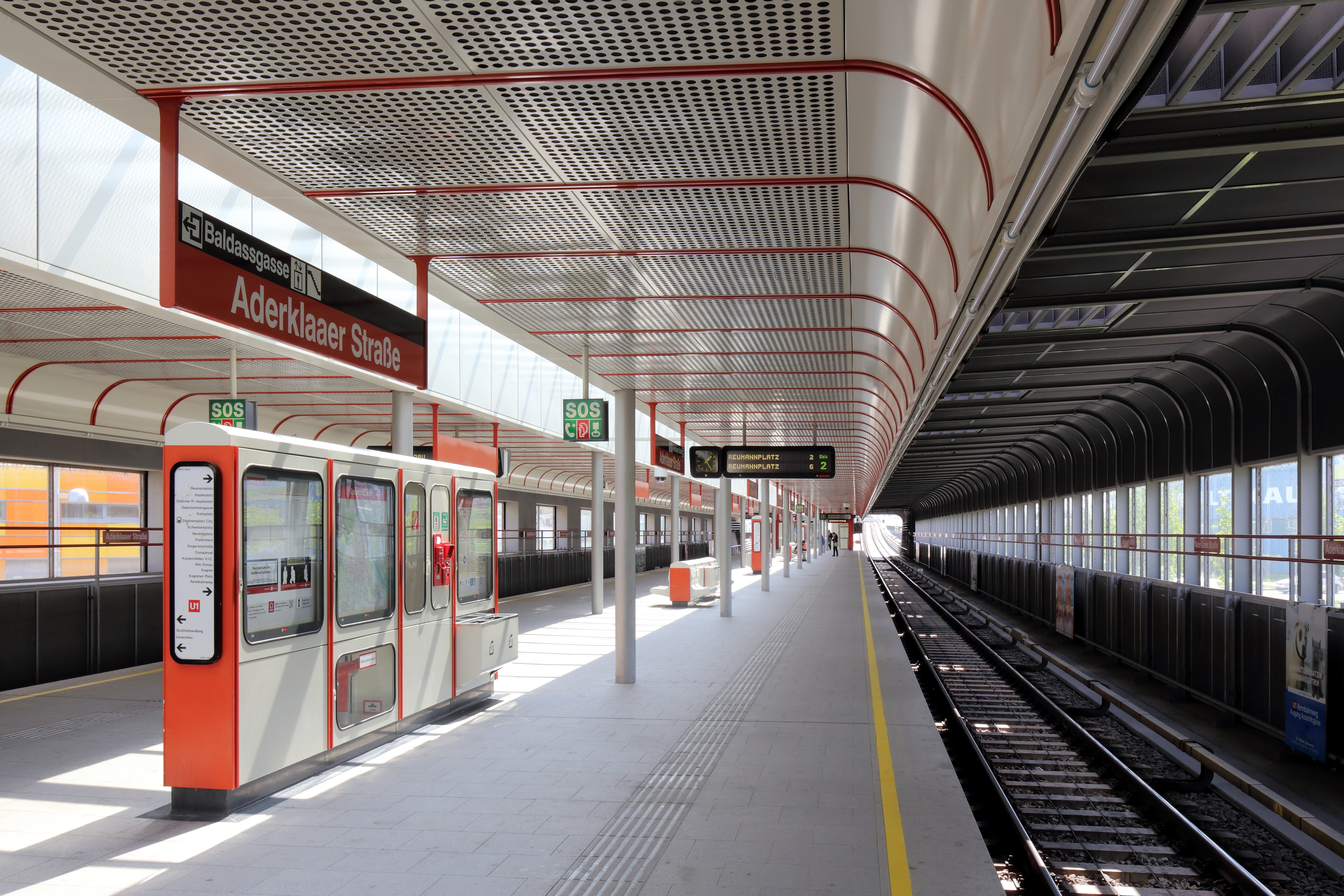
Платформи станції

48°15′48″ пн. ш. 16°27′06″ сх. д. / 48.2634° пн. ш. 16.4516° сх. д.
«Адерклаер-штрасе» (нім. Aderklaaer Straße, в перекладі — Адеркласька вулиця) — станція Віденського метрополітену, розміщена на лінії U1 між станціями «Реннбан-вег» та «Гросфельдзідлунг». Відкрита 2 вересня 2006 року у складі дільниці «Кагран» — «Леопольдау». Названа за вулицею, поблизу якої розташована. Вулиця названа на честь комуни Адеркла поблизу Відня (на північно-східній околиці).
Розташована в 21-му районі Відня (Флоридсдорф), паралельно вулиці Гольцманн-гассе. Має виходи на Бальдасс-гассе (північний) та однойменну вулицю (південний).